# Запис Ковачевића оскоруша (Придворица)
Запис Ковачевића оскоруша (Придворица) се налази на парцели чији је власник Ковачевић Милисав.

## Локација
| Општина             | Чачак                                                                       |
| Катастарска општина | Придворица                                                                  |
| Потес               | Равниште                                                                    |
| Координате          | 43° 52′ 40″ С; 20° 17′ 40″ И / 43.877800000000001° С; 20.294499999999999° И |
| Надморска висина    | 465m                                                                        |

## Карактеристике
Дендрометријске вредности утврђене на терену и сателитским снимцима:
| Стабло                     | Крушка |
| Висина стабла              | m      |
| Обим дебла                 | m      |
| Пречник крошње             | 6m     |
| Пречник дебла              | m      |
| Висина дебла до прве гране | m      |

## База записа
Запис је у оквиру Викимедија пројекта "Запис - Свето дрво" заведен под редним бројем 0915.